# Депортиво Куэнка
«Депорти́во Куэ́нка» (исп. Club Deportivo Cuenca) — эквадорский футбольный клуб из города Куэнка. Один из двух клубов, не представляющих Кито или Гуаякиль, выигрывавших чемпионат страны (в 2004 году).

## История
Клуб был основан 4 марта 1971 года. Довольно быстро команда пробилась в Серию A и в 1975 и 1976 годах становилась вице-чемпионом Эквадора, что позволяло «Депортиво» выступать в Кубке Либертадорес. Аргентинский нападающий клуба, Анхель Лисьярди выступавший также за сборную Эквадора, трижды подряд (в 1974—1976 годах) становился лучшим бомбардиром первенства. В 1980-е и 1990-е годы команда часто переходила из Серии A в Серию B и обратно.
В 2000-е годы «Депортиво Куэнка» вошла в число лучших клубов Эквадора, регулярно пробиваясь в розыгрыши Кубка Либертадорес. После выхода в Серию A в 2002 году уже через два года «Депортиво Куэнка» стала чемпионом страны, причём в финале она обыграла «Ольмедо» из Риобамбы, который в 2000 году стал первым клубом-чемпионом из провинции, прервавшим гегемонию команд из Кито и Гуаякиля. С 2005 по 2009 «Депортиво Куэнка» трижды занимала второе место в чемпионате и ещё один раз была третьей.
В суммарной таблице чемпионатов Эквадора «Куэнка» занимает шестое место после признанных грандов — «Барселоны», «Эль Насьоналя», «Эмелека», ЛДУ Кито и «Депортиво Кито».

## Титулы и достижения
- Чемпион Эквадора (1): 2004
- Вице-чемпион Эквадора (5): 1975, 1976, 2005 (Клаусура), 2007, 2009
- Победитель Серии B Эквадора (2): 1972-E2, 1995

## Участия в турнирах
- В Серии A Эквадора (45 сезонов): 1971, 1973, 1974—1980, 1981, 1985—1994, 1996—1999, 2002—н.в.
- В Серии B Эквадора (6 сезонов: (1972, 1980-II, 1982, 1995, 2000—2001)
- Во Второй категории Эквадора (Третий дивизион) (2 сезона): 1983—1984
- Участник Кубка Либертадорес (7 раз): 1976, 1977, 2005, 2006, 2008, 2009, 2010
- Участник Южноамериканского кубка (2 раза): 2017, 2018
- Участник Кубка КОНМЕБОЛ (1 раз): 1999